# Aleksandar Grbović
Aleksandar Grbović (* 23. August 2003 in Žabljak, Jugoslawien) ist ein montenegrinischer Skilangläufer.
Aleksandar Grbović entstammt einer Skilanglauf-Familie, die sich der Verbreitung des Skisports in ihrer Region verschrieben hat. Sein Großvater Tomaš Grbović und seine Großtante Stanija Grbović gehörten zu den herausragendsten Skilangläufern Jugoslawiens ihrer Generation. Auch die Onkel Veselin Grbović und Batrić Grbović sowie der Vater Goran Grbović starteten in den 1980er und 1990er Jahren für Jugoslawien. Grbović startet für den Klub Nordijskog Skijanja Durmitor-žabljak und wird von seinem Vater Goran Grbović trainiert.
Grbović bestritt seine ersten internationalen Rennen im Januar 2019 im Rahmen von FIS-Rennen in Dvorista, Bosnien und Herzegowina sowie Zlatibor, Serbien und belegte dabei Mittelfeldränge. Im Februar folgte in Pigadia, Griechenland und Sjenica, Serbien, das Debüt im Balkan-Cup, wo er ebenfalls Platzierungen im Mittelfeld erreichte. In der Gesamtwertung der Rennserie belegte er den 14. Rang. Im weiteren Verlauf des Monats nahm er in Seefeld erstmals an den Nordischen Skiweltmeisterschaften teil. Grbović erreichte in der Freistil-Sprintqualifikation den 126. Rang unter 141 gewerteten Startern. Für das Rennen über 15 Kilometer klassisch konnte er sich nicht qualifizieren.
Im Januar 2020 konnte Grbović in Zlatibor Neunter eines Freistil-Sprints erstmals eine einstellige Platzierung in einem FIS-Rennen erreichen. Es folgten die Jugend-Olympischen Wettkämpfe im Vallée de Joux von Le Brassus. Neben der Alpinski-Rennläuferin Tamara Popović war er der einzige Teilnehmer seines NOKs. Er nahm dort an allen drei Skilanglauf-Wettbewerben teil. Zunächst belegte er einen 61. Platz von 85 Teilnehmern im Freistil-Langlauf-Cross-Rennen, anschließend verpasste er im Freistil-Sprint 66. der 86 Starter das Viertelfinale der besten 30. Im abschließenden Rennen über 10 Kilometer Klassisch lief Grbović auf Platz 69 von 82 Athleten. Innerhalb des nächsten Jahres nahm er an diversen weiteren FIS-Rennen sowie Rennen des Balkan- und des Slavic-Cups teil, wobei er meist Platzierungen im mittleren Bereich sowie im vorderen Mittelfeld erreichte. Im März 2021 nahm Grbović in Oberstdorf an seinen zweiten Nordischen Skiweltmeisterschaften teil. Als 110. von 157 Startern verpasste er deutlich das Finale im Klassik-Sprint. Über 15 Kilometer Freistil kam ein 114. Platz bei 182 Startern hinzu.
Nach nur zwei Rennen im Januar 2022 in Zlatibor im Balkan-Cup mit Top-Ten-Ergebnissen auf der 10-Kilometer-Klassisch-Strecke nahm Grbović in Peking an seinen ersten Olympischen Winterspielen teil. Neben den beiden alpinen Rennläufern Jelena Vujičić und Eldar Sahilović war er einer von nur drei Teilnehmern aus Montenegro. Als 84. der 88 Teilnehmer verpasste er auch die Sprint-Finals deutlich. Im Rennen über 50-Kilometer klassisch belegte er den 93. Platz bei 97 Angetretenen.